# Попо XII (Хенеберг)
Попо XII фон Хенеберг-Шлойзинген (на немски: Poppo XII von Henneberg-Schleusingen; * 20 септември 1513; † 4 март 1574 в Шлойзинген) от род Хенеберг е граф на Хенеберг-Шлойзинген.

## Произход
Той е вторият, останал жив син на граф и господар Вилхелм IV фон Хенеберг (1478 – 1559) и съпругата му Анастасия фон Бранденбург (1478 – 1557), дъщеря на курфюрст Албрехт III Архилес фон Бранденбург (1414 – 1486) и принцеса Анна Саксонска (1437 – 1512).  Внук е на граф Вилхелм III фон Хенеберг-Шлойзинген (1434 – 1480) и на Маргарета фон Брауншвайг-Волфенбютел (1451 – 1509), дъщеря на херцог Хайнрих II фон Брауншвайг-Волфенбютел.
Той е по-малкият брат на граф Георг Ернст (1511 – 1583). Popo XII е каноник в Бамберг и напуска духовенството през 1544 г. Попо резидира в дворец Шлойзинген.

## Фамилия
Popo XII се жени два пъти и няма деца:
- на 30/31 май 1546 г. в Мюнден за принцеса Елизабет фон Бранденбург (* 24 август 1510, Берлин; † 25 май 1558, Илменау), вдовица на херцог Ерих I фон Брауншвайг-Каленберг-Гьотинген (1470 – 1540), дъщеря на курфюрст Йоахим Нестор I от Бранденбург (1484 – 1535). Той е по-малкият брат на граф Георг Ернст (1511 – 1583), съпругът (1543) на нейната най-голяма дъщеря Елизабет (1526 – 1566).

- на 22 юни 1562 в Шлойзинген за София фон Брауншвайг-Люнебург (* 18 юни 1541; † 17 януари 1631, Херенбрайтунген), дъщеря на херцог Ернст I фон Брауншвайг-Люнебург-Целе (1497 – 1546) и на София фон Мекленбург-Шверин (1508 – 1541).